# Brian d'Arcy James
Brian d'Arcy James (Saginaw, 29 giugno 1968) è un attore e cantante statunitense, noto soprattutto come interprete di musical.

## Biografia
Dopo aver studiato presso la Northwestern University, Brian James ha debuttato a Broadway con il musical Blood Brothers, a cui è seguito nel 1994 Carousel con Audra McDonald e nel 1997 Titanic con Victoria Clark e Michael Cerveris. Nel 2000 recita con Idina Menzel nella produzione dell'Off Broadway di The Wild Party ed è il panettiere in Into the Woods ad Ordway. Nel 2001 viene candidato al Tony Award al miglior attore non protagonista in un musical per la sua performance in Sweet Smell of Success, un musical in cui recita per tre mesi a fianco di Kelli O'Hara e John Lithgow.
Nel 2006 rimpiazza Norbert Leo Butz in Dirty Rotten Scoundrels e nel 2006 fa il suo debutto da attore di prosa a Broadway, con la commedia grottesca di Martin McDonagh The Lieutenant of Inishmore; sempre nel 2006 recita con Kristin Chenoweth in The Apple Tree. Nel 2008 interpreta Dan nella prima produzione dell'Off Broadway del musical Premio Pulitzer Next to Normal, insieme ad Alice Ripley e Aaron Tveit e nel 2009 è Shrek nell'omonimo musical a Broadway (per cui riceve una candidatura al Tony Award al miglior attore protagonista in un musical. Nel 2010 torna brevemente nel cast di Next to Normal, questa volta a Broadway.
Nel 2012 e nel 2013 recita nella serie televisiva SMASH nei panni di Frank Houston e nel 2013 interpreta Banquo nella produzione di Broadway di Macbeth. Per la sua performance nel musical Something Rotten! viene candidato al Tony Award al miglior attore protagonista in un musical nel 2015; nel 2023 ottiene una nuova candidatura al medesimo premio per Into the Woods, la cui incisione discografica gli vale il Grammy Award al miglior album di un musical teatrale.

## Filmografia parziale

### Cinema
- Admission - Matricole dentro o fuori (Admission), regia di Paul Weitz (2013)
- Gli invisibili (Time Out of Mind), regia di Oren Moverman (2014)
- Il caso Spotlight (Spotlight), regia di Tom McCarthy (2015)
- Rebel in the Rye, regia di Danny Strong (2017)
- The Silent Man (Mark Felt: The Man Who Brought Down the White House), regia di Peter Landesman (2017)
- 1922, regia di Zak Hilditch (2017)
- Molly's Game, regia di Aaron Sorkin (2017)
- Trouble, regia di Theresa Rebeck (2017)
- First Man - Il primo uomo (First Man), regia di Damien Chazelle (2018)
- Le regine del crimine (The Kitchen), regia di Andrea Berloff (2019)
- X-Men: Dark Phoenix (Dark Phoenix), regia di Simon Kinberg (2019)
- Bombshell - La voce dello scandalo (Bombshell), regia di Jay Roach (2020)
- West Side Story, regia di Steven Spielberg (2021)
- E all'improvviso arriva l'amore (She Came to Me), regia di Rebecca Miller (2023)

### Televisione
- Person of Interest – serie TV, episodio 1x01 (2011)
- The Big C – serie TV, 3 episodi (2012)
- Smash – serie TV, 18 episodi (2012-2013)
- Law & Order - Unità vittime speciali (Law & Order: Special Victims Unit) – serie TV, episodio 16x03 (2014)
- Tredici (13 Reasons Why) – serie TV, 26 episodi (2017-2018)
- Sfida al presidente - The Comey Rule (The Comey Rule) – miniserie TV, 2 puntate (2020)
- Hawkeye – miniserie TV, puntata 1 (2021)
- Evil – serie TV, 7 episodi (2021-2024)
- Love & Death, regia di Lesli Linka Glatter e Clark Johnson – miniserie TV, puntate 5-7 (2023)

## Teatro (parziale)
- Grease, libretto e colonna sonora di Jim Jacobs e Warren Casey. Marriott Theatre di Lincolnshire (1989)
- Annie Get Your Gun, libretto di Herbert e Dorothy Fields. North Shore Music Theatre di Beverly (1991)
- Blood Brothers, libretto e colonna sonora di Willy Russell. Music Box Theatre di Broadway (1993)
- Carousel, libretto di Oscar Hammerstein II, colonna sonora di Richard Rodgers. Lincoln Center di Broadway (1994)
- Follies, libretto di James Goldman, colonna sonora di Stephen Sondheim. Brown Theatre di Houston, 5th Avenue Theatre di Seattle (1995)
- Titanic, libretto di Peter Stone, colonna sonora di Maury Yeston. Lunt-Fontanne Theatre di Broadway (1997) e tour USA (1999)
- Into the Woods, libretto di James Lapine, colonna sonora di Stephen Sondheim. Ordway Center for the Performing Arts di St. Paul (2000)
- Chess, libretto di Tim Rice, colonna sonora di Benny Andersson e Björn Ulvaeus. Helen Hayes Performing Arts Center di Nyack (2001)
- Il tenente di Inishmore di Martin McDonagh. Atlantic Theatre dell'Off-Broadway, Lyceum Theatre di Broadway (2006)
- Next to Normal, libretto di Brian Yorkey, colonna sonora di Tom Kitt. Second Stage Theatre dell'Off-Broadway (2008),
- Shrek The Musical, libretto di David Lindsay-Abaire, colonna sonora di Jeanine Tesori. Broadway Theatre di Broadway (2009)
- Next to Normal, libretto di Brian Yorkey, colonna sonora di Tom Kitt. Booth Theatre di Broadway (2010)
- Macbeth di William Shakespeare. Lincoln Center di Broadway (2013)
- Hamilton, libretto e colonna sonora di Lin-Manuel Miranda. Public Theater dell'Off-Broadway (2015), Richard Rodgers Theatre di Broadway (2017)
- Something Rotten!, libretto di John O'Farrell e Karey Kirkpatrick, colonna sonora di Karey e Wayne Kirkpatrick. Saint James Theatre di Broadway (2015)
- The Ferryman di Jez Butterworth. Bernard B. Jacobs Theatre di Broadway (2019)
- Into the Woods, libretto di James Lapine, colonna sonora di Stephen Sondheim. Saint James Theatre di Broadway (2022)
- Days of Wine and Roses, libretto di Craig Lucas, colonna sonora di Adam Guettel, regia di Michael Greif. Atlantic Theatre Company dell'Off-Broadway (2023), Studio 54 di Broadway (2024)

## Riconoscimenti

### Premi teatrali
- Tony Award
  - 2002 – Candidatura per il miglior attore non protagonista in un musical per Sweet Smell of Success
  - 2009 – Candidatura per il miglior attore protagonista in un musical per Shrek the Musical
  - 2015 – Candidatura per il miglior attore protagonista in un musical per Something Rotten!
  - 2023 – Candidatura per il miglior attore protagonista in un musical per Into the Woods
  - 2024 – Candidatura per il miglior attore protagonista in un musical per Days of Wine and Roses
- Drama Desk Award
  - 2000 – Candidatura per il miglior attore in un musical per The Wild Party
  - 2001 – Candidatura per il miglior attore in un one man show per The Good Thief
  - 2008 – Candidatura per il miglior attore in un musical per Port Authority
  - 2009 – Miglior attore in un musical per Shrek the Musical
  - 2012 – Candidatura per il miglior attore in un musical per Giant
  - 2015 – Candidatura per il miglior attore in un musical per Something Rotten!
  - 2024 – Miglior interpretazione da protagonista in un musical per Days of Wine and Roses
- Drama League Award
  - 2009 – Candidatura per la miglior performance per Shrek the Musical
  - 2015 – Candidatura per la miglior performance per Something Rotten!
- Grammy Award
  - 2016 – Candidatura per il miglior album di un musical teatrale per Something Rotten!
  - 2023 – Miglior album di un musical teatrale per Into the Woods
- Outer Critics Circle Award
  - 2009 – Miglior attore in un musical per Shrek the Musical
  - 2015 – Candidatura al miglior attore in un musical per Something Rotten!
  - 2024 – Candidatura per la miglior interpretazione da protagonista in un musical per Days of Wine and Roses

### Premi cinematografici
- Alliance of Women Film Journalists
  - 2016 – Miglior cast per Il caso Spotlight
- Boston Society of Film Critics Award
  - 2015 – Miglior cast per Il caso Spotlight
- Critics' Choice Awards per Il caso Spotlight
  - 2016 – Miglior cast corale
- Florida Film Critics Circle
  - 2015 – Miglior cast per Il caso Spotlight
- Gotham Independent Film Awards
  - 2015 – Miglior performance dell'intero cast per Il caso Spotlight
- Independent Spirit Awards
  - 2016 – Premio Robert Altman per Il caso Spotlight
- New York Film Critics Online
  - 2015 – Miglior cast per Il caso Spotlight
- San Diego Film Critics Society Award
  - 2015 – Candidatura per il miglior cast per Il caso Spotlight
- Satellite Award
  - 2016 – Miglior cast per Il caso Spotlight
- Screen Actors Guild Award
  - 2016 – Miglior cast cinematografico per Il caso Spotlight
- Washington D.C. Area Film Critics Association
  - 2015 – Miglior cast per Il caso Spotlight

## Doppiatori italiani
Nelle versioni in italiano delle opere in cui ha recitato, Brian d'Arcy James è stato doppiato da:
- Mauro Gravina in  Gli invisibili, Il caso Spotlight, The Big C, First Man - Il primo uomo, The Silent Man, Hawkeye, X-Men: Dark Phoenix
- Franco Mannella in Molly's Game, West Side Story, Pain Hustlers - Il business del dolore
- Francesco Bulckaen in Bombshell - La voce dello scandalo, Love & Death
- Fabio Boccanera in Smash
- Sergio Lucchetti in Rebel in The Rye
- Alessandro Maria D'Errico in Tredici
- Edoardo Stoppacciaro in 1922
- Roberto Draghetti ne Le regine del crimine
- Roberto Certomà in Law & Order - Unità vittime speciali
- Simone D'Andrea in Sfida al presidente - The Comey Rule
- Francesco De Francesco in Hawkeye
- Massimo De Ambrosis in E all'improvviso arriva l'amore
- Alessandro Budroni in Evil